# Distonía
La distonía es un trastorno del movimiento que se caracteriza por contracciones musculares mantenidas o intermitentes que pueden causar movimientos repetitivos, posturas anormales o ambos. Los movimientos distónicos suelen presentarse con el mismo patrón, con un efecto de torsión y ocasionalmente con temblores. La distonía suele acentuarse o empeorar con los movimientos voluntarios. Este término no caracteriza a una enfermedad sino a un grupo de enfermedades.
La distonía se presenta como un síndrome neurológico incapacitante que afecta al sistema muscular afectando la tonicidad de un determinado grupo muscular en forma parcial o generalizada.

## Descripción
Las distonías son trastornos del movimiento en la que contracciones musculares frecuentes causan torceduras y movimientos repetitivos involuntarios que se traducen en posturas anormales. Estos movimientos, que son involuntarios y a veces dolorosos, pueden afectar a un solo músculo, a un grupo de músculos como son algunos de los músculos de los brazos, las piernas o el cuello, o incluso al cuerpo entero. La disminución en la inteligencia y el desequilibrio emocional no es característica de las distonías, pero el dolor puede llegar a ser tan intenso, que ocasiona incapacidad laboral, volver a la persona irritable e incluso a padecer algún grado de depresión secundaria, muchas veces por falta de diagnóstico oportuno, tratamiento adecuado o algún otro u otros tipos de causas que pueden llegar a ser mortales.
Los investigadores opinan que las distonías resultan de una anormalidad en un área del cerebro llamada putamen del ganglio basal, donde se procesan algunos de los mensajes neurológicos desordenados que inician las contracciones musculares. Se sospecha un defecto en la capacidad del cuerpo para procesar un grupo de sustancias químicas llamadas neurotransmisores que permiten la comunicación entre las células del cerebro.
Las contracciones no ocurren durante el ejercicio físico, el sueño o el tratamiento de las distonías. Esta enfermedad puede ser de carácter hereditario, pero se presentan casos en que se desarrolla con el paso del tiempo.
Puede ser una manifestación de la enfermedad de Wernicke.

## Clasificación
La clasificación de las distonías puede hacerse en alguna de las siguientes dimensiones: región del cuerpo afectada, edad de aparición, evolución temporal de la enfermedad o asociación con otros síntomas.
De acuerdo con la región del cuerpo afectada puede clasificarse en:
- Focal
- Segmentaria
- Multifocal
- Hemidistonía
- Generalizada

### Distonía focal
Hay varios tipos de distonías focales y son clasificadas en la siguiente lista:
| Nombre                                                               | Localización                                               | Descripción |
| -------------------------------------------------------------------- | ---------------------------------------------------------- | --- |
| Anismo                                                               | Músculos del recto                                         | Causa defecación dolorosa, constipación; puede ser complicada por encopresis. |
| Distonía cervical (tortícolis)                                       | Músculos del cuello                                        | Causa que la cabeza rote hacia un lado, empujar hacia abajo el pecho o la espalda, o ambas. |
| Blefaroespasmo                                                       | Músculos alrededor de los ojos                             | La persona experimenta un rápido parpadeo de los ojos o incluso un cierre forzoso de los párpados provocando ceguera funcional. |
| Crisis oculógiras                                                    | Músculos de los ojos y cabeza                              | Una extrema y sostenida desviación hacia arriba de los ojos a menudo con una convergencia, causando diplopía (visión doble). Esta regularmente asociado con flexión hacia atrás y lateral del cuello y también con la boca ya sea ampliamente abierta o apretando la mandíbula. Frecuentemente un resultado de antieméticos como las neurolépticos o metoclopramida, también pueden ser causados por clorpromazina |
| Distonía Oromandibular                                               | Músculos de la mandibular y lengua                         | Causa distorsiones de la boca y lengua. |
| Disfonía espasmódica / Disfonía Laríngea                             | Músculos de la laringe                                     | Causa que la voz suene quebrada, se vuelva ronca y a veces la reduce hasta un susurro. |
| Distonía de la mano (también conocida como calambre del escribiente) | Un solo músculo o un grupo de músculos pequeños en la mano | El origen de esta distonía es neurológica y no es causada por la fatiga normal. Interfiere con la realización de actividades como escribir o tocar algún instrumento musical, ya que los músculos se contraen involuntariamente, esta condición a veces es ‘específica’, porque aparentemente solo ocurre cuando se realizan ciertas actividades. La pérdida de poder controlar los músculos y tener un constante movimiento unidireccional causa dolorosos calambres y un posicionamiento anormal que hace que sea imposible utilizar las partes del cuerpo afectadas. |

La combinación de las contracciones blefaroespasmodicas y la distonía es llamada Distonía craneal o Síndrome de Meige.

### Distonía generalizada
Es conocida también como distonía idiopática de torsión. Causa la torsión de tronco y la incapacidad del movimiento. Se manifiesta al inicio de la infancia con una manifestación leve que va en aumento hasta producir la invalidez del individuo, ya que empieza en las extremidades inferiores y se empieza a expandir al resto del cuerpo. Esta en una enfermedad caracterizada por ser autosómica dominante.

### Distonías dopamínicas
Es un tipo de distonía que produce rigidez de los miembros afectados y que se revierte definitivamente con el suministro de dopamina.

### Distonía-X
Es una distonía muy severa incapacitante con rigidez muscular permanente a la persona afectada quien, además, se ve afectado en la capacidad del habla, con movimientos involuntarios similares a los de la enfermedad de Parkinson.

## Etiología
Las causas de las distonías son tan variadas como sus distintas manifestaciones. Algunas son hereditarias y otras adquiridas. A nivel molecular se han descubierto múltiples genes asociados con las formas raras de distonías. A nivel anatómico, varias regiones cerebrales están implicadas en los distintos tipos de distonías, de tal forma que se plantea que la enfermedad es producto de una red de funcionamiento cerebral afectada.
Distonía primaria: se sospecha que es causada por una patología en el sistema nervioso central, principalmente originado en las partes del cerebro relacionadas con funciones motoras como los ganglios basales y la producción de neuronas de Purkinje. La causa precisa es desconocida, pero en varios casos puede ser relacionado con predisposición genética y las condiciones del ambiente.
Distonía secundaria: se podría identificar por un daño en el cerebro o por algún desequilibrio químico. Algunos casos de distonías aparecen después de un trauma, de la inducción de ciertas sustancias o como resultado de una enfermedad en el sistema nervioso como la enfermedad de Wilson.
Factores ambientales y de trabajo son posibles desencadenantes del desarrollo de las distonías focales porque aparecen de forma desproporcionada en las personas que realizan movimientos de mano de alta precisión, tales como músicos, ingenieros, arquitectos y artistas. Otros factores que pueden ser causantes de las distonías son la clorpromazina, que puede ser a menudo y malinterpretado como un ataque, y otros fármacos neurolépticos.

### Genética
| Nombre           | OMIM     | Gen                           | Locus          | Nombre alternativo                                 |
| ---------------- | -------- | ----------------------------- | -------------- | -------------------------------------------------- |
| DYT1 (o EOTD)    | 128100   | DYT1                          | 9q34           | Distonía de torsión por inicio precoz              |
| DYT2             | 224500   | Desconocido                   | Desconocido    | Distonía de torsión autosómica recesiva            |
| DYT3             | 314250   | TAF1                          | Xq13           | Distonía de torsión relacionado con el cromosoma X |
| DYT4             | 128101   | TUBB4                         | 19p13.12-13    | Distonía de torsión autosómica dominante           |
| DYT5 (o DRD)     | 128230   | GCH1                          | 14q22.1-q22.2  | Distonía dopamínica                                |
| DYT6             | 602629   | THAP1                         | 8p11.21        |                                                    |
| DYT7             | 602124   | Desconocido                   | 18p            | Distonía cervical primaria                         |
| DYT8 (o PNKD1)   | 118800   | MR1                           | 2q35           | Discinesia paroxística nocinesigénica 1            |
| DYT9             | 601042   | posiblemente KCNA3            | 1p             | Coreoatetosis episódica / espasticidad             |
| DYT10 (o EKD1)   | 128200   | Desconocido                   | 16p11.2-q12.1  | Discinesia episódica cinesigénica 1                |
| DYT11            | 159900   | SGCE                          | 7q21           | Distonía Mioclónica                                |
| DYT12            | 128235   | ATP1A3                        | 19q12-q13.2    |                                                    |
| DYT13            | 607671   | Desconocido, cerca de D1S2667 | 1p36.32-p36.13 |                                                    |
| DYT14            | Ver DYT5 |                               |                |                                                    |
| DYT15            | 607488   | Desconocido                   | 18p11          | Distonía mioclónica                                |
| DYT16            | 612067   | PRKRA                         | 2q31.3         |                                                    |
| DYT17            | 612406   | Desconocido, cerca de D20S107 | 20p11.2-q13.12 |                                                    |
| DYT18            | 612126   | SLC2A1                        | 1p35-p31.3     |                                                    |
| DYT19 (or EKD2)  | 611031   | Desconocido                   | 16q13-q22.1    | Discinesia episódica quinesigénica 2               |
| DYT20 (or PNKD2) | 611147   | Desconocido                   | 2q31           | Discinesia paroxística nocinesigénica 2            |

## Cuadro clínico
Los síntomas varían de acuerdo al tipo de distonía. En la mayoría de los casos, la distonía produce una postura anormal, sobre todo en el movimiento. Muchos enfermos tienen dolor continuo, calambres y espasmos musculares implacables debido a movimientos musculares involuntarios. Hay otros posibles síntomas motores, incluyendo el relamerse los labios.
Los primeros síntomas pueden incluir disminución de la precisión en la coordinación muscular (manifestado a veces primero en caligrafía en declive, con pequeñas lesiones en las manos frecuentes y tirar objetos), dolor tipo cólico con uso sostenido y temblor. El dolor muscular significante y los calambres pueden aparecer por mínimos esfuerzos como sostener un libro y pasar las páginas. Puede ser muy incómodo encontrar una posición cómoda para los brazos y piernas con tan solo el más mínimo esfuerzo asociado a mantener los brazos cruzados, causando un dolor significante similar al del síndrome de las piernas inquietas. Las personas afectadas pueden notar temblor en el diafragma torácico mientras respiran, o la necesidad de colocar las manos en los bolsillos, debajo de las piernas mientras se sientan, o debajo de las almohadas mientras duermen para mantenerlas quietas y reducir el dolor. El temblor en la mandíbula puede sentirse y escucharse mientras se está acostado, y el constante movimiento para evitar el dolor puede generar trituración y desgaste de los dientes, o síntomas similares al  TMD. La voz puede romperse con frecuencia o se vuelve dura, lo que provoca carraspeo frecuente. La ingestión puede llegar a ser difícil y acompañada de calambres dolorosos.
Sensores eléctricos insertados en los grupos musculares afectados, mientras está el dolor, puede proporcionar el diagnóstico definitivo al mostrar señales pulsantes nerviosas que se transmiten a los músculos, aun si este se encuentra en reposo. El cerebro parece señalar porciones de fibras dentro de los grupos de músculos afectados a una velocidad de disparo de alrededor 10 Hz haciendo que pulsen, tiemblen y se retuerzan. Cuando se deba realizar una actividad intencional, los músculos se fatigan muy rápido y algunas porciones de los grupos de músculos no responden (causando debilidad) mientras que otras porciones responden en exceso o se vuelven rígidos (causando micro-lágrimas de baja carga). Los síntomas empeoran significativamente con el uso, específicamente en el caso de distonía focal y un “efecto espejo” se observa a menudo en otras partes del cuerpo: uso de la mano derecha puede causar dolor y calambres en esa mano, así como en la otra mano y piernas que no están siendo usadas. El estrés, ansiedad, la falta de sueño, usos sostenido de temperaturas frías puede empeorar los síntomas.
Los síntomas directos pueden ser acompañados por efectos secundarios de la actividad constante del músculo y del cerebro, incluyendo patrones alterados del sueño, agotamiento, cambios de humor, estrés mental, dificultad para concentrarse, visión borrosa, problemas digestivos y mal genio. Las personas con distonía también pueden deprimirse y encontrar una gran dificultad en adaptar sus actividades y forma de vida en una discapacidad progresiva. Los efectos secundarios de un tratamiento y medicaciones pueden también presentar cambios en las actividades normales.
En algunos casos, los síntomas pueden progresar y presentar una meseta por años, o dejar de progresar por completo. La progresión puede ser retrasada por tratamiento o cambios adaptativos en el estilo de vida, mientras que el uso forzado continuo puede hacer que los síntomas progresen más rápidamente. En otros, los síntomas pueden progresar a la incapacidad total, por lo que algunas de las formas más riesgosas de tratamiento valen la pena considerar. En algunos casos con pacientes que tienen distonía, una lesión traumática subsecuente o los efectos de anestesia general durante una operación no relacionada puede causar la progresión rápida de los síntomas.
Un diagnóstico exacto puede ser difícil debido a la forma en la que el trastorno se manifiesta. Los enfermos pueden ser diagnosticados por trastornos similares presentados y quizá relacionados, incluyendo enfermedad de Parkinson, temblor esencial, síndrome del túnel carpiano, TMD, síndrome de Tourette u otros desórdenes de movimientos. Ha sido encontrado que la prevalencia de la distonía es elevada en personas con enfermedad de Huntington, donde las presentaciones clínicas más comunes son rotación interna del hombro, apretar el puño sostenido, flexión de las rodillas e inversión del pie.  Los factores de riesgo para el incremento de distonía en pacientes con enfermedad de Huntington, incluyendo larga duración de la enfermedad y medicación antidopaminérgica.

## Diagnóstico
Dada la diversidad en las causas y las manifestaciones clínicas, no hay un algoritmo simple para efectuar un diagnóstico de alguna distonía en particular. Las baterías genéticas son caras y no se recomienda utilizarlas como técnica de diagnóstico inicial. Es mejor un enfoque clínico mediante el reconocimiento de características clínicas clave, tales como el anillo corneal de Kayser-Fleischer o el compromiso hepático en la enfermedad de Wilson.  Sin embargo, la mayoría de las distonías carece de estas señales. Finalmente, una estrategia metódica consiste en descartar inicialmente enfermedades que semejan una distonía, luego delinear el diagnóstico mediante la tipificación de la enfermedad en alguno de los cuatro ámbitos de la clasificación clínica (región del cuerpo afectada, edad de aparición, evolución temporal de la enfermedad o asociación con otros síntomas). Una vez minimizadas las posibilidades con este enfoque, se procede con la realización de exámenes complementarios, especialmente las neuroimágenes, y se reserva el estudio genético para aquellos casos con historia familiar de este tipo de desórdenes.

## Diagnóstico diferencial
- Parálisis cerebral
- Enfermedad de almacenamiento lisosomal
- Lipofuscinosis ceroides neuronales
- Neuroacantocitosis
- Enfermedad de Parkinson en adultos jóvenes
- Espasticidad posterior al accidente cerebrovascular
- Distonía psicógena
- Ataxia espinocerebelosa
- Lupus eritematoso sistémico (LES)[1]

## Tratamiento
El tratamiento ha sido limitado para minimizar los síntomas de la enfermedad, ya que existe un tratamiento exitoso para su cura, entendiendo como cura la desaparición de los movimientos descontrolados, solucionando las causas reales no físicas. La reducción de los tipos de movimientos que desencadenan o empeoran los síntomas distónicos, proporciona cierto alivio, al igual que la reducción de estrés, el suficiente descanso, hacer ejercicio moderado y realizar técnicas de relajación. Diversos tratamientos se centran en sedar a las funciones cerebrales o bloquear las comunicaciones nerviosas a los músculos a través de las drogas, la neuro-supresión o denervación. Todos los tratamientos actuales tienen efectos secundarios negativos y riesgos.[cita requerida]
El principal avance consiste en la estimulación cerebral profunda. Algunos pacientes pueden mejorar con esta intervención quirúrgica más que con la toxina botulínica. Dicha intervención consiste en introducir un electrodo en el cerebro y dar unas descargas en una zona determinada del cerebro que hace que la persona mejore de su problema.[cita requerida]

### Intervención física
Mientras que la investigación en el ámbito de la eficacia de la intervención en la fisioterapia para la distonía sigue siendo débil, hay una razón para creer que la rehabilitación va a beneficiar a los pacientes con distonía. La terapia física puede ser utilizada para gestionar los cambios en el equilibrio, la movilidad y la función general que se producen como resultado de la enfermedad.  Una variedad de estrategias de tratamiento pueden ser empleadas para responder a las necesidades únicas de cada individuo. Entre las opciones de tratamiento incluyen la colocación de una férula, el ejercicio terapéutico, estirando manualmente los tejidos blandos y la movilización conjunta, el entrenamiento postural y el uso de aparatos ortopédicos, estimulación eléctrica neuromuscular, restricción inducida por terapia de movimiento, la actividad y la modificación del medio ambiente y marca en capacitación.
Investigaciones recientes han estudiado más el papel de la fisioterapia como tratamiento de la distonía. Un estudio reciente demostró que la reducción de estrés psicológico, junto con el ejercicio, es beneficioso para reducir la distonía en pacientes con enfermedad de Parkinson. Otro estudio hizo hincapié en la relajación progresiva, la resistencia isométrica del músculo, la fuerza dinámica, la coordinación, el equilibrio y la percepción del cuerpo, viendo mejoras significativas en la calidad de vida del paciente después de cuatro semanas. 
Dado que la raíz del problema es neurológica, los médicos han explorado actividades de reentrenamiento sensoriomotor para permitir que el cerebro se "reconecte" y elimine los movimientos distónicos. El trabajo de varios investigadores como Nancy Byl y Joaquín Farías ha demostrado que las actividades de reentrenamiento sensoriomotor y la estimulación propioceptiva pueden inducir neuroplasticidad, haciendo posible que los pacientes recuperen una función sustancial que se perdió debido a la distonía cervical, la distonía de la mano, el blefaroespasmo, la distonía oromandibular, la disfonía y la distonía de los músicos
Algunas distonías focales han demostrado ser tratables a través del movimiento de reciclaje en el enfoque Taubman, en particular en el caso de los músicos. Sin embargo, otras distonías focales pueden no responder y pueden incluso empeorar por este tratamiento. Debido a la naturaleza poco común y variable de la distonía, la investigación de la eficacia de estos tratamientos es limitada. No existe un estándar de oro para la rehabilitación de fisioterapia. Hasta la fecha, la distonía cervical focal ha recibido la mayor atención en investigaciones; sin embargo, los diseños de estudio no están bien controlados y limitados a tamaños pequeños de la muestra.

### Medicación
En diferentes medicamentos, ha sido un gran esfuerzo por encontrar una combinación que sea eficaz para una persona específica. No todas las personas responden bien a los mismos medicamentos. Los medicamentos que han tenido resultados positivos en algunos incluyen: difenhidramina, benzatropina, agentes anti-Parkinson (por ejemplo, Artane), y los relajantes musculares (por ejemplo, diazepam).
Anticolinérgicos
Medicamentos tales como anticolinérgicos (benzatropina), que actúan como inhibidores de los neurotransmisores acetilcolina, y pueden proporcionar algún alivio. En el caso de una reacción distónica aguda, difenhidramina se utiliza a veces (aunque este fármaco es bien conocido como un antihistamínico, en este contexto se utiliza principalmente para su función anticolinérgica). En el caso de crisis oculógiras, difenhidramina se puede administrar con excelentes resultados con síntomas de hundimiento en cuestión de minutos. Sin embargo, su uso prolongado puede propiciar crisis distónicas.[cita requerida]
Relajantes musculares
El clonazepam, un medicamento anticonvulsivo, también puede ser prescrito. Sin embargo, la mayoría de sus efectos son limitados y tienen efectos adversos, al igual que la confusión mental, sedación, cambios de humor y de corto plazo la pérdida de memoria ocurrente.
Las inyeccione de toxina botulínica en los músculos afectados han demostrado ser muy exitosas en proveer algún alivio para alrededor de 3-6 meses, dependiendo de la clase de la distonía.[cita requerida] Las inyecciones de botox tienen la ventaja de fácil disponibilidad (la misma forma se utiliza para la cirugía estética) y los efectos no son permanentes. Existe el riesgo de parálisis temporal de los músculos que se inyectan, o el escape de la toxina en los grupos de músculos adyacentes que causan debilidad o parálisis en ellos. Las inyecciones deben repetirse y los efectos desaparecen y alrededor del 15 % de los receptores se desarrollan inmunidad a la toxina. Hay un tipo A y B de la toxina tipo aprobado para el tratamiento de la distonía, a menudo los que desarrollan resistencia a tipo A pueden ser capaces de utilizar tipo B.
Drogas parkinsonianas
Agonistas de la dopamina: Un tipo de distonía, que responde a la dopamina, puede ser completamente tratada con dosis regulares de L-DOPA en una forma tal como Sinemet (carbidopa / levodopa). Aunque esto no elimina la condición, que es aliviar los síntomas la mayoría del tiempo. Por el contrario, los antagonistas de la dopamina a veces pueden causar distonía.
Baclofen
La bomba de baclofeno se ha utilizado para tratar a pacientes de todas las edades que presentan espasticidad muscular con distonía. La bomba administra baclofeno a través de un catéter en el espacio dural que rodea la médula espinal. La propia bomba se coloca en el abdomen. Se puede rellenar periódicamente por el acceso a través de la piel.
Cannabidiol
El cannabidiol ha sido encontrado ser efectivo en reducir los síntomas de la distonía. Este es un cannabinoide que se produce en cannabis.

### Cirugía
La cirugía, como la denervación de los músculos seleccionados, también puede proporcionar algún alivio, sin embargo, la destrucción de los nervios de las extremidades o el cerebro no es reversible y solo debe considerarse en los casos más extremos. Recientemente, el procedimiento de estimulación profunda del cerebro (DBS) mediante un marcapasos cerebral ha probado ser exitosa en una serie de casos de grave distonía generalizada. DBS como tratamiento para la medicación a la distonía, puede aumentar el riesgo de suicidio en los pacientes. Lamentablemente, se carece de los datos de referencia de los pacientes sin terapia con DBS.